# Cristiano d'Assia-Darmstadt

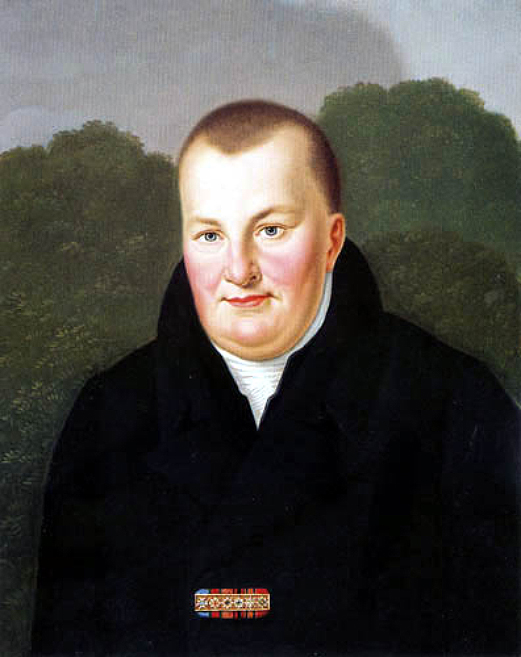
Cristiano d'Assia-Darmstadt

Cristiano d'Assia-Darmstadt (Bouxwiller, 25 novembre 1763 – Darmstadt, 17 aprile 1830) fu un principe del langraviato d'Assia-Darmstadt. Fu anche Gran Maestro di una loggia massonica.

## Biografia
Cristiano d'Assia-Darmstadt era il più giovane dei figli del langravio Luigi IX d'Assia-Darmstadt e di sua moglie, Carolina del Palatinato-Zweibrücken-Birkenfeld, nonché fratello del granduca Luigi I d'Assia.
Cristiano compì i propri studi a Strasburgo e qui scelse di intraprendere la carriera militare al servizio della Repubblica delle Sette Province Unite. Come luogotenente generale egli combatté per Guglielmo V di Orange-Nassau contro la Francia nel 1793 e nel 1794 e venne pesantemente ferito durante l'Assedio di Menen nell'aprile del 1794.
Dopo la sconfitta degli olandesi nel 1795, egli si recò in esilio in Inghilterra e successivamente continuò la guerra contro la Francia nelle armate imperiali austriache. Dal 1799 riprese a vivere a Darmstadt ed alla sua morte venne sepolto nel locale "Alten Friedhof".

## Ascendenza
|                                                |                                                    |                                                   | Genitori                                             |  |  | Nonni |  |  | Bisnonni                        |  |  | Trisnonni                  |  |
|                                                |                                                    |                                                   |                                                      |  |  |       |  |  | Ernesto Luigi d'Assia-Darmstadt |  |  | Luigi VI d'Assia-Darmstadt |  |
|                                                |                                                    |                                                   |                                                      |  |  |       |  |  | Ernesto Luigi d'Assia-Darmstadt |  |  | Luigi VI d'Assia-Darmstadt |  |
|                                                |                                                    | Elisabetta Dorotea di Sassonia-Gotha-Altenburg    |                                                      |  |  |       |  |  | Ernesto Luigi d'Assia-Darmstadt |  |  |                            |  |
| Luigi VIII d'Assia-Darmstadt                   |                                                    |                                                   |                                                      |  |  |       |  |  | Ernesto Luigi d'Assia-Darmstadt |  |  |                            |  |
|                                                |                                                    | Dorotea Carlotta di Brandeburgo-Ansbach           | Alberto II di Brandeburgo-Ansbach                    |  |  |       |  |  |                                 |  |  |                            |  |
|                                                |                                                    | Dorotea Carlotta di Brandeburgo-Ansbach           | Alberto II di Brandeburgo-Ansbach                    |  |  |       |  |  |                                 |  |  |                            |  |
|                                                |                                                    | Dorotea Carlotta di Brandeburgo-Ansbach           | Sofia Margherita di Oettingen-Oettingen              |  |  |       |  |  |                                 |  |  |                            |  |
| Luigi IX d'Assia-Darmstadt                     |                                                    | Dorotea Carlotta di Brandeburgo-Ansbach           |                                                      |  |  |       |  |  |                                 |  |  |                            |  |
|                                                |                                                    | Giovanni Reinardo III di Hanau-Lichtenberg        | Giovanni Reinardo II di Hanau-Lichtenberg            |  |  |       |  |  |                                 |  |  |                            |  |
|                                                |                                                    | Giovanni Reinardo III di Hanau-Lichtenberg        | Giovanni Reinardo II di Hanau-Lichtenberg            |  |  |       |  |  |                                 |  |  |                            |  |
|                                                |                                                    | Giovanni Reinardo III di Hanau-Lichtenberg        | Anna Maddalena del Palatinato-Birkenfeld-Bischweiler |  |  |       |  |  |                                 |  |  |                            |  |
| Carlotta di Hanau-Lichtenberg                  |                                                    | Giovanni Reinardo III di Hanau-Lichtenberg        |                                                      |  |  |       |  |  |                                 |  |  |                            |  |
|                                                |                                                    | Dorotea Federica di Brandeburgo-Ansbach           | Giovanni Federico di Brandeburgo-Ansbach             |  |  |       |  |  |                                 |  |  |                            |  |
|                                                |                                                    | Dorotea Federica di Brandeburgo-Ansbach           | Giovanni Federico di Brandeburgo-Ansbach             |  |  |       |  |  |                                 |  |  |                            |  |
|                                                |                                                    | Dorotea Federica di Brandeburgo-Ansbach           | Giovanna Elisabetta di Baden-Durlach                 |  |  |       |  |  |                                 |  |  |                            |  |
| Cristiano d'Assia-Darmstadt                    |                                                    | Dorotea Federica di Brandeburgo-Ansbach           |                                                      |  |  |       |  |  |                                 |  |  |                            |  |
|                                                | Cristiano II del Palatinato-Zweibrücken-Birkenfeld | Cristiano I del Palatinato-Birkenfeld-Bischweiler |                                                      |  |  |       |  |  |                                 |  |  |                            |  |
|                                                | Cristiano II del Palatinato-Zweibrücken-Birkenfeld | Cristiano I del Palatinato-Birkenfeld-Bischweiler |                                                      |  |  |       |  |  |                                 |  |  |                            |  |
|                                                | Cristiano II del Palatinato-Zweibrücken-Birkenfeld | Maddalena Caterina del Palatinato-Zweibrücken     |                                                      |  |  |       |  |  |                                 |  |  |                            |  |
| Cristiano III del Palatinato-Zweibrücken       | Cristiano II del Palatinato-Zweibrücken-Birkenfeld |                                                   |                                                      |  |  |       |  |  |                                 |  |  |                            |  |
|                                                |                                                    | Caterina Agata di Rappoltstein                    | Giovanni Giacobbe di Rappoltstein                    |  |  |       |  |  |                                 |  |  |                            |  |
|                                                |                                                    | Caterina Agata di Rappoltstein                    | Giovanni Giacobbe di Rappoltstein                    |  |  |       |  |  |                                 |  |  |                            |  |
|                                                |                                                    | Caterina Agata di Rappoltstein                    | Anna Claudia di Salm                                 |  |  |       |  |  |                                 |  |  |                            |  |
| Carolina del Palatinato-Zweibrücken-Birkenfeld |                                                    | Caterina Agata di Rappoltstein                    |                                                      |  |  |       |  |  |                                 |  |  |                            |  |
|                                                |                                                    | Luigi Crato di Nassau-Saarbrücken                 | Gustavo Adolfo di Nassau-Saarbrücken                 |  |  |       |  |  |                                 |  |  |                            |  |
|                                                |                                                    | Luigi Crato di Nassau-Saarbrücken                 | Gustavo Adolfo di Nassau-Saarbrücken                 |  |  |       |  |  |                                 |  |  |                            |  |
|                                                |                                                    | Luigi Crato di Nassau-Saarbrücken                 | Eleonora Clara di Hohenlohe                          |  |  |       |  |  |                                 |  |  |                            |  |
| Carolina di Nassau-Saarbrücken                 |                                                    | Luigi Crato di Nassau-Saarbrücken                 |                                                      |  |  |       |  |  |                                 |  |  |                            |  |
|                                                |                                                    | Filippina Enrichetta di Hohenlohe-Langenburg      | Enrico Federico di Hohenlohe-Langenburg              |  |  |       |  |  |                                 |  |  |                            |  |
|                                                |                                                    | Filippina Enrichetta di Hohenlohe-Langenburg      | Enrico Federico di Hohenlohe-Langenburg              |  |  |       |  |  |                                 |  |  |                            |  |
|                                                |                                                    | Filippina Enrichetta di Hohenlohe-Langenburg      | Giuliana Dorotea di Castell-Remlingen                |  |  |       |  |  |                                 |  |  |                            |  |
|                                                |                                                    | Filippina Enrichetta di Hohenlohe-Langenburg      |                                                      |  |  |       |  |  |                                 |  |  |                            |  |